# Neuses (Burgoberbach)
Neuses (früher auch Neuses (Oberbach)) ist ein Gemeindeteil der Gemeinde Burgoberbach im Landkreis Ansbach (Mittelfranken, Bayern). Die Gemarkung Neuses hat eine Fläche von 1,999 km². Sie ist in 505 Flurstücke aufgeteilt, die eine durchschnittliche Fläche von 3958,29 m² haben. In ihr liegt neben dem namensgebenden Ort der Gemeindeteil Burgoberbach (zum Teil).

## Geografie
0,5 km östlich des Dorfes liegt das Flurgebiet Am Scheffelwasen, dahinter der Steinbachforst. Im Süden liegt das Flurgebiet In der Röthelgasse. Zwei Gemeindeverbindungsstraßen führen nach Burgoberbach, die eine zur Staatsstraße 2221 im Kernort (1 km nördlich), die andere zur Staatsstraße 2249 beim Gewerbegebiet Kreuzäcker (0,7 km östlich). Weitere Gemeindeverbindungsstraßen führen nach Dierersdorf (1 km südlich) und zur St 2249 (1 km nordwestlich) zwischen Burgoberbach (1,5 km östlich) und Rauenzell (2,2 km südwestlich).

## Geschichte
Der Ort lag im Fraischbezirk des Oberamtes Ansbach. Gegen Ende des 18. Jahrhunderts gab es in Neuses 19 Untertansfamilien, von denen 15 ansbachisch waren, vier hatten das Hochstift Eichstätt (Stiftskapitel Herrieden: 3, Stadtvogteiamt Herrieden: 1) als Grundherrn. Von 1797 bis 1808 unterstand der Ort dem Justiz- und Kammeramt Ansbach.
1806 kam Neuses an das Königreich Bayern. Im Rahmen des Gemeindeedikts wurde Neuses dem 1808 gebildeten Steuerdistrikt Burgoberbach und der wenig später gegründeten Ruralgemeinde Burgoberbach zugeordnet. Mit dem Zweiten Gemeindeedikt (1818) entstand die Ruralgemeinde Neuses. Sie war in Verwaltung und Gerichtsbarkeit dem Landgericht Herrieden zugeordnet und in der Finanzverwaltung dem Rentamt Herrieden (1919 in Finanzamt Herrieden umbenannt, seit 1929 Finanzamt Ansbach). Spätestens 1846 wurde die Gemeinde Dierersdorf mit Gerersdorf nach Neuses eingemeindet. Ab 1862 gehörte Neuses zum Bezirksamt Feuchtwangen (1939 in Landkreis Feuchtwangen umbenannt). Die Gerichtsbarkeit blieb beim Landgericht Herrieden (1879 in Amtsgericht Herrieden umbenannt), seit 1931 ist das Amtsgericht Ansbach zuständig. Die Gemeinde hatte 1964 eine Gebietsfläche von 3,309 km².
Am 1. Januar 1972 wurde die Gemeinde im Zuge der Gebietsreform in Bayern nach Burgoberbach eingegliedert.

## Einwohnerentwicklung
Gemeinde Neuses
| Jahr      | 1818   | 1840  | 1852   | 1855   | 1861   | 1867   | 1871   | 1875   | 1880   | 1885   | 1890   | 1895   | 1900   | 1905   | 1910   | 1919   | 1925   | 1933   | 1939   | 1946   | 1950   | 1952   | 1961   | 1970   |
| Einwohner | 153    | 316   | 301    | 307    | 293    | 293    | 297    | 278    | 290    | 313    | 293    | 307    | 288    | 293    | 270    | 287    | 285    | 287    | 271    | 368    | 381    | 359    | 315    | 366    |
| Häuser    | 30     | 56    |        |        |        |        | 59     |        |        | 61     | 60     |        | 60     |        |        |        | 50     |        |        |        | 53     |        | 63     |        |
| Quelle    | [ 14 ] | [ 9 ] | [ 15 ] | [ 15 ] | [ 16 ] | [ 17 ] | [ 18 ] | [ 19 ] | [ 20 ] | [ 21 ] | [ 22 ] | [ 15 ] | [ 23 ] | [ 15 ] | [ 24 ] | [ 15 ] | [ 25 ] | [ 15 ] | [ 15 ] | [ 15 ] | [ 26 ] | [ 15 ] | [ 10 ] | [ 27 ] |

Ort Neuses
| Jahr      | 001818 | 001840 | 001861 | 001871 | 001885 | 001900 | 001925 | 001950 | 001961 | 001970 | 001987 | 002011 |
| Einwohner | 153    | 195    | 165    | 175    | 179    | 184    | 168    | 241    | 185    | 240    | 277    | 312    |
| Häuser    | 30     | 34     |        |        | 34     | 34     | 31     | 34     | 37     |        | 63     |        |
| Quelle    | [ 14 ] | [ 9 ]  | [ 16 ] | [ 18 ] | [ 21 ] | [ 23 ] | [ 25 ] | [ 26 ] | [ 10 ] | [ 27 ] | [ 28 ] | [ 2 ]  |

## Religion
Der Ort ist seit der Reformation evangelisch-lutherisch geprägt und bis heute nach Sommersdorf gepfarrt. Die Einwohner römisch-katholischer Konfession sind nach St. Nikolaus (Burgoberbach) gepfarrt.

## Vereine
- Freiwillige Feuerwehr Neuses
- Fußballverein Fortuna Neuses
- Schützenverein Hubertus Neuses